# 村上太一
村上 太一（むらかみ たいち、1986年10月27日 - ）は、日本の実業家。株式会社リブセンス代表取締役社長。

## 来歴
東京都出身。小学生の頃、「将来は社長になる」と決意。早稲田大学高等学院在学中から起業のための準備を始め、簿記検定2級を取得したほか、情報処理技術者試験に合格した。高校卒業後の2005年4月、早稲田大学政治経済学部経済学科に入学。同大学1年生在学時、大学の「ベンチャー起業家養成基礎講座」が実施したビジネスプランコンテストで優勝した。同ビジネスコンテストの翌年度の優勝者は与沢翼である。
大学在学中の2006年2月に株式会社リブセンスを設立、同年4月よりアルバイト情報を掲載するウェブサイト 『ジョブセンス』を開設した。
それまで「掲載課金型」が主流であった求人業界で新たに「成功報酬型」のビジネスモデルを築いた。
リブセンスは創業2年目に黒字化し、2011年11月1日に東証マザーズより上場承認を得て同年12月7日に上場し、2012年10月に東京証券取引所市場第一部へ市場変更した。東証マザーズ上場時の年齢は25歳1か月で、自社の株式を公開した者として岡村陽久の記録を更新して史上最年少となった。

## テレビ出演
- 日経スペシャル カンブリア宮殿 「幸せを増やす企業」　東証一部上場 最年少社長が語る新ビジネス論（2012年12月13日、テレビ東京）[4]

## 書籍

### 関連書籍
- 『リブセンス 25歳の最年少上場社長村上太一の人を幸せにする仕事』（著者:上阪徹）（2012年8月31日、日経BP社）ISBN 9784822249199